# Mattias Jakobsson
Mattias Jakobsson, född 1975, är en svensk professor i genetik vid Uppsala universitet.

## Biografi
Jakobsson disputerade 2005 vid Lunds universitet på en avhandling om backtravens populationsgenetik. Hans forskning kring människans evolutionära historia med hjälp av bland annat DNA-analyser har lett till nya teorier om var i Afrika den moderna människan egentligen har sitt ursprung. Samma teknik har använts för att ompröva historieskrivningen kring jordbrukets etablering i Norden, ditintills baserad på analyser enligt Kol-14-metoden, och har även använts för att underbygga att den moderna människans ursprung är från åtminstone 300 000 år tillbaka, ungefär 100 000 år tidigare än vad som tidigare varit accepterat. Man har även studerat folkvandringar till Europa för att se hur migrationen från Afrika och Mellanöstern skedde i samband med att människan också etablerat och fortsatte att etablera sig som jordbrukare. Forskningsgruppen har etablerat metoder för att utvinna DNA ur mycket gamla material och var med i ett samarbetsprojekt där man utvann DNA ur Dödahavsrullarnas pergament för att på så sätt bestämma nötkreaturens härkomst och förstå mer om rullarnas ursprung.
Han utnämndes till professor i genetik vid Uppsala universitet 2013. Han är medförfattare till studier som har citerats totalt sett över 18 000 gånger, med ett h-index (2021) på 48.
Före forskningskarriären var Jakobsson en kompetent bergsklättrare som deltagit i flera klättringsexpeditioner. Han var 1999 den första europén som besteg Shipton Spire i Karakorum, Himalaya.

## Utmärkelser
- 2013 - Wallenberg Academy Fellow, med förlängning 2018.[11]
- 2015 - Göran Gustafssonpriset i molekylär biologi, för "sin viktiga kartläggning av människans evolution med molekylärgenetiska metoder.” [12]
- 2016 - Mottagare av projektanslag på drygt 40 miljoner från Knut och Alice Wallenbergs stiftelse för projektet "1000 Ancient Genomes" [13]

Jakobsson är sedan hösten 2015 även utvald som en av 79 Wallenberg Scholars.